# Cantonul Balleroy
Cantonul Balleroy este un canton din arondismentul Bayeux, departamentul Calvados, regiunea Basse-Normandie, Franța.

## Comune
| Comune                 | Populație (1999) | Cod poștal | Cod INSEE |
| ---------------------- | ---------------- | ---------- | --------- |
| Balleroy               | ...              | 14490      | 14035     |
| La Bazoque             | ...              | 14490      | 14050     |
| Bucéels                | ...              | 14250      | 14111     |
| Cahagnolles            | ...              | 14490      | 14121     |
| Campigny               | ...              | 14490      | 14130     |
| Castillon              | ...              | 14490      | 14140     |
| Chouain                | ...              | 14250      | 14159     |
| Condé-sur-Seulles      | ...              | 14400      | 14175     |
| Ellon                  | ...              | 14250      | 14236     |
| Juaye-Mondaye          | ...              | 14250      | 14346     |
| Lingèvres              | ...              | 14250      | 14364     |
| Litteau                | ...              | 14490      | 14369     |
| Le Molay-Littry        | ...              | 14330      | 14370     |
| Montfiquet             | ...              | 14490      | 14445     |
| Noron-la-Poterie       | ...              | 14490      | 14468     |
| Planquery              | ...              | 14490      | 14506     |
| Saint-Martin-de-Blagny | ...              | 14710      | 14622     |
| Saint-Paul-du-Vernay   | ...              | 14490      | 14643     |
| Tournières             | ...              | 14330      | 14705     |
| Le Tronquay            | ...              | 14490      | 14714     |
| Trungy                 | ...              | 14490      | 14716     |
| Vaubadon               | ...              | 14490      | 14727     |